# Манастир Јована Богослова на Патмосу
Манастир светог Јована Богослова је заједно са историјским центром града Хора и пећином Апокалипсе уписан у УНЕСКО-ву Листу места светске баштине у Европи.

## Историја
Још у време Византијског царства средином 4. века, подигнут је храм посвећен светом Јовану Богослову. Он је по кршћанској традицији био око 95. године прогнан на Патмос, где је написао последњу књигу Новог завета Књигу откровења. Њега су разорили Сарацени који су између 6 и 8. века више пута нападали острво.
Монах Христодоулос је био 1085. године присиљен да због турског притиска напусти свој манастир у Малој Азији и побегне на стрво Кос на ком је основао манастир. Тамо је упознао монаха Арсенија Скиноуриса који га је замолио за помоћ да изграде манастир Јована Богослова на Патмосу. Они су започели градити манастир 1101. године, након што су добили одобрење од византијског цара Алексија I Комнина, који је 1088. дао Христодоулосу и потпуну власт над Патмосом. Слава и богатсво манастира је расла, па се уз њега почело формирати насеље, тако да је крајем 12. века оно постало велики трговачки центар. У тој трговини суделовао је и манастир који је имао властите бродове.
Манастир има монументалну порту с тешким вратима до које води путељак поплочен каменчићима. Манастир има велико добро уређено двориште, са бунаром и базеном за воду у његовом средишту. Утврђен је високим и дебелим бедемима, бастионима и торњевима, подигнутим у византијском стилу. На источној страни манастира доминира лук с четири завоја, који је осликан бројним фрескама која осликавају чуда светог апостола и богослова Јована. Мошти оснивача манастира чувају се у капели Светих Апостоли, која је подигнута 1603. године. Монаси манастира богослуже у десет капелица унутар манастира, од којих је најипресивнија она са мраморним подом и импресивним иконостасом.
Монаси Јована Богослова посетили су 1647. руског Алексеја I и том приликом му даровали део моштију св. Лазара и камен с Богородичиним ликом за који се вјерује да је дар анђела из времена када је Јован Богослов писао своја дела, он се од тада чува у Успенској саборној цркви у Московском Кремљу.
До 18. века у манастиру је живело на стотине монаха, а данас их има тек око 40 који обављају верску службу сваки дан од 3 до 6 сати.
Манастирска слава је 8. мај дан светог Јована Богослова]

## Манастирска библиотека и музеј
Манастирска библиотека коју је основао сам Христодоулос, има збирку од 2000 свезака, 13 000 историјских докумената и 900 рукописа, од којих су 30 донација коју су манастиру поклонили наследници Христодоулоса. У библиотеци се чува и збирка Никифороса Лаодикиаса, са делима црквених отаца, житијама светаца и осталим религијским делима. Поред теолошких дела има и бројних филозофских аутора као што су Ксенофонт, Софокло, Диодор са Сицилије, Платон. Данас има неколико хиљада књига из модерних времена.
Музеј који се налази одмах до пекаре чува бројне вредне предмете, иконе, црквене посуде, мошти и одежде.

## Галерија
- Boy at Monastery of Saint John, Patmos
- Boy in fromt of mural at Monastery of Saint John's
- Girl and Woman at Monastery of Saint Johns, Patmos
- Girls lighting Candles at Monastery of Saint Johns
- Greek orthodox Priests at Monastery of Saint John's
- Greek orthodox Priests at Monastery of Saint John's
- Men at Monastery of Saint John's during Easter Celebrations
- Woman with Candle at Monastery of Saint Johns during Easter Celebrations
- Orthodox Priests enter the Monastery of Saint Johns